# Frederick Hibbins
Frederick Hibbins (Frederick Newton „Fred“ Hibbins;) (* 23. März 1890 in Stamford; † 1969 ebenda) war ein britischer Langstreckenläufer.
1911 und 1912 wurde er englischer Meister im Crosslauf. Beim Cross der Nationen wurde er 1911 Fünfter und 1912 Dritter.
Beim Crosslauf der Olympischen Spiele 1912 in Stockholm kam er in der Einzelwertung auf den 15. Platz und gewann mit der britischen Mannschaft Bronze. Über 5000 m qualifizierte er sich mit seiner persönlichen Bestzeit von 15:27,6 min für das Finale, über 10.000 m schied er im Vorlauf aus.